# شارل کروپلاند
شارل کروپلاند (فرانسوی: Charles Crupelandt‎; ۲۳ اکتبر ۱۸۸۶ – ۱۸ فوریهٔ ۱۹۵۵) دوچرخه‌سوار اهل فرانسه بود.